# Антивещество
Антивещество́ — вещество, состоящее из античастиц, стабильно не образующееся в природе (наблюдательные данные не свидетельствуют об обнаружении антивещества в нашей Галактике и за её пределами).
Ядра атомов антивещества, синтезированные учёными, состоят из антипротонов и антинейтронов, а оболочки — из позитронов.
При взаимодействии вещества и антивещества происходит их аннигиляция, при этом образуются высокоэнергетические фотоны или пары частиц-античастиц.
В наблюдаемой нами части Вселенной существенных скоплений[прояснить] антивещества не обнаружено, однако ведутся споры о том, состоит ли Вселенная почти исключительно из вещества, и существуют ли другие места, заполненные, наоборот, практически полностью антивеществом.
Асимметрия вещества и антивещества во Вселенной — одна из самых больших нерешенных задач физики (см. Барионная асимметрия Вселенной); предполагается, что асимметрия возникла в первые доли секунды после Большого Взрыва.

## Получение
В 1965 году группа под руководством Л. Ледермана наблюдала[где?] события образования ядер антидейтерия.
В 1970 году группа учёных под руководством Ю. Д. Прокошкина из Института физики высоких энергий (г. Протвино) зарегистрировала несколько событий образования ядер.
В 1970—1974 группой под руководством Ю. Д. Прокошкина на серпуховском ускорителе были получены и более тяжелые антиядра — трития (изотоп водорода), гелия (антигелий-3).
В 2001 году в ЦЕРНе был синтезирован атом антиводорода, состоящий из позитрона и антипротона. В последние годы антиводород был получен в значительных количествах[каких?] и было начато детальное изучение его свойств.
В 2010 году физикам впервые удалось кратковременно поймать в «ловушку» атомы антивещества. Для этого ученые охлаждали облако, содержащее около 30 тысяч антипротонов, до температуры 200 кельвинов (−73,15 градуса Цельсия), и облако из 2 миллионов позитронов до температуры 40К (минус 233,15 градуса Цельсия). Физики охлаждали антивещество в ловушке Пеннинга, встроенной внутрь ловушки Иоффе — Питчарда. В общей сложности было поймано 38 атомов, которые удерживались 172 миллисекунды.
В мае 2011 года результаты предыдущего эксперимента удалось значительно улучшить — на этот раз было поймано 309 антипротонов, которые удерживались 1000 секунд. Дальнейшие эксперименты по удержанию антивещества призваны показать наличие или отсутствие для антивещества эффекта антигравитации.

### Стоимость
Антивещество известно как самая дорогая субстанция на Земле — по оценкам НАСА 2006 года, производство миллиграмма позитронов стоило примерно 25 миллионов долларов США. По оценке 1999 года, один грамм антиводорода стоил бы 62,5 триллиона долларов. По оценке CERN 2001 года, производство миллиардной доли грамма антивещества (объем, использованный CERN в столкновениях частиц и античастиц в течение десяти лет) стоило несколько сотен миллионов швейцарских франков.

## Свойства
По современным представлениям, силы, определяющие структуру материи (сильное взаимодействие, образующее ядра, и электромагнитное взаимодействие, образующее атомы и молекулы), совершенно одинаковы (симметричны) как для частиц, так и для античастиц. Это означает, что структура антивещества должна быть идентична структуре обычного вещества.
Свойства антивещества полностью совпадают со свойствами обычного вещества, рассматриваемого через зеркало (зеркальность возникает вследствие несохранения чётности в слабых взаимодействиях).
При взаимодействии вещества и антивещества происходит их аннигиляция, при этом образуются высокоэнергетические фотоны или пары частиц-античастиц (порядка 50 % энергии при аннигиляции пары нуклон-антинуклон выделяется в форме нейтрино, которые практически не взаимодействуют с веществом). Аннигиляция медленных нуклонов и антинуклонов ведёт к образованию нескольких π-мезонов, а аннигиляция электронов и позитронов — к образованию γ-квантов. В результате последующих распадов π-мезоны превращаются в γ-кванты. Во время процесса аннигиляции высвобождается значительно больше энергии, чем при проведении термоядерной реакции. Встреча одного грамма антивещества с одним граммом вещества может привести к высвобождению энергии в размере 180 триллионов джоулей.
При взаимодействии 1 кг антивещества и 1 кг вещества выделится приблизительно 1,8⋅1017 джоулей энергии, что эквивалентно энергии, выделяемой при взрыве 42,96 мегатонн тротила. Самое мощное ядерное устройство из когда-либо взрывавшихся на планете, «Царь-бомба» (масса 26,5 т), при взрыве высвободило энергию, эквивалентную ~57—58,6 мегатоннам. Теллеровский предел для термоядерного оружия подразумевает, что самый эффективный выход энергии не превысит 6 кт/кг массы устройства.
В 2013 году эксперименты проводились на опытной установке, построенной на базе вакуумной ловушки ALPHA. Учёные провели измерения движения молекул антиматерии под действием гравитационного поля Земли. И хотя результаты оказались неточными, а измерения имеют низкую статистическую значимость, физики удовлетворены первыми опытами по прямому измерению гравитации антиматерии.
В ноябре 2015 года международная группа физиков на американском коллайдере RHIC экспериментально доказала идентичность структуры вещества и антивещества путём точного измерения сил взаимодействия между антипротонами, оказавшимися в этом плане неотличимыми от обычных протонов.
В 2016 году учёным коллаборации ALPHA впервые удалось измерить оптический спектр атома антиводорода, отличий в спектре антиводорода от спектра водорода не обнаружено.
Также проводятся эксперименты по обнаружению массивных скоплений антивещества во Вселенной, таких как антизвезды, но свидетельств их существования не было обнаружено.
В 2023 году учёным коллаборации ALPHA удалось экспериментально доказать, что антигравитации не существует, или если точнее, что гравитация оказывает на антиматерию влияние в том же направлении, что и на обычную материю, то есть притягивает её, а не отталкивает.

## В поп-культуре
- По сюжету книги Дэна Брауна «Ангелы и демоны» из ЦЕРНа был украден большой образец антивещества, при помощи которого представители тайного ордена Иллюминатов хотели взорвать государство-город Ватикан[15].